# مجموعه میر بهاءالدین حیدر
مجموعه میر بهاءالدین حیدر مربوط به دوره قاجار است و در زواره، محله ساباط کمال، میدان بزرگ، ابتدای کوچه پامنار واقع شده و این اثر در تاریخ ۲۴ اسفند ۱۳۸۳ با شمارهٔ ثبت ۱۱۵۸۵ به‌عنوان یکی از آثار ملی ایران به ثبت رسیده است.